# A CARICOM zászlaja
A CARICOM regionális szervezet, amelyet 1973-ban alapítottak abból a célból, hogy előmozdítsa a Karib-térség apró szigetországainak egységét, illetve gazdasági integrációját és együttműködését. 
Összesen huszonhét tagországból áll. A zászló sávjai az eget és a tengert, a sárga kör pedig a napot jelképezi. A két C betű a Közösség nevének kezdőbetűi.